# La Chapelle-au-Moine
La Chapelle-au-Moine ist eine französische Gemeinde mit 587 Einwohnern (Stand 1. Januar 2022) im Département Orne in der Region Normandie (vor 2016 Basse-Normandie). Die Gemeinde gehört zum Arrondissement Argentan und zum Kanton Flers-1 (bis 2015 Flers-Sud). Die Einwohner werden Capellois genannt.

## Geografie
La Chapelle-au-Moine liegt etwa 65 Kilometer südsüdwestlich von Caen. Umgeben wird La Chapelle-au-Moine von den Nachbargemeinden Flers im Norden, Messei im Osten und Nordosten, Le Châtellier im Südosten, Saint-Clair-de-Halouze im Süden und Südwesten sowie La Chapelle-Biche im Westen.

## Bevölkerungsentwicklung
| Jahr                      | 1962 | 1968 | 1975 | 1982 | 1990 | 1999 | 2006 | 2011 | 2016 |
| Einwohner                 | 243  | 280  | 349  | 519  | 625  | 633  | 609  | 576  | 582  |
| Quelle: Cassini und INSEE |      |      |      |      |      |      |      |      |      |

## Sehenswürdigkeiten

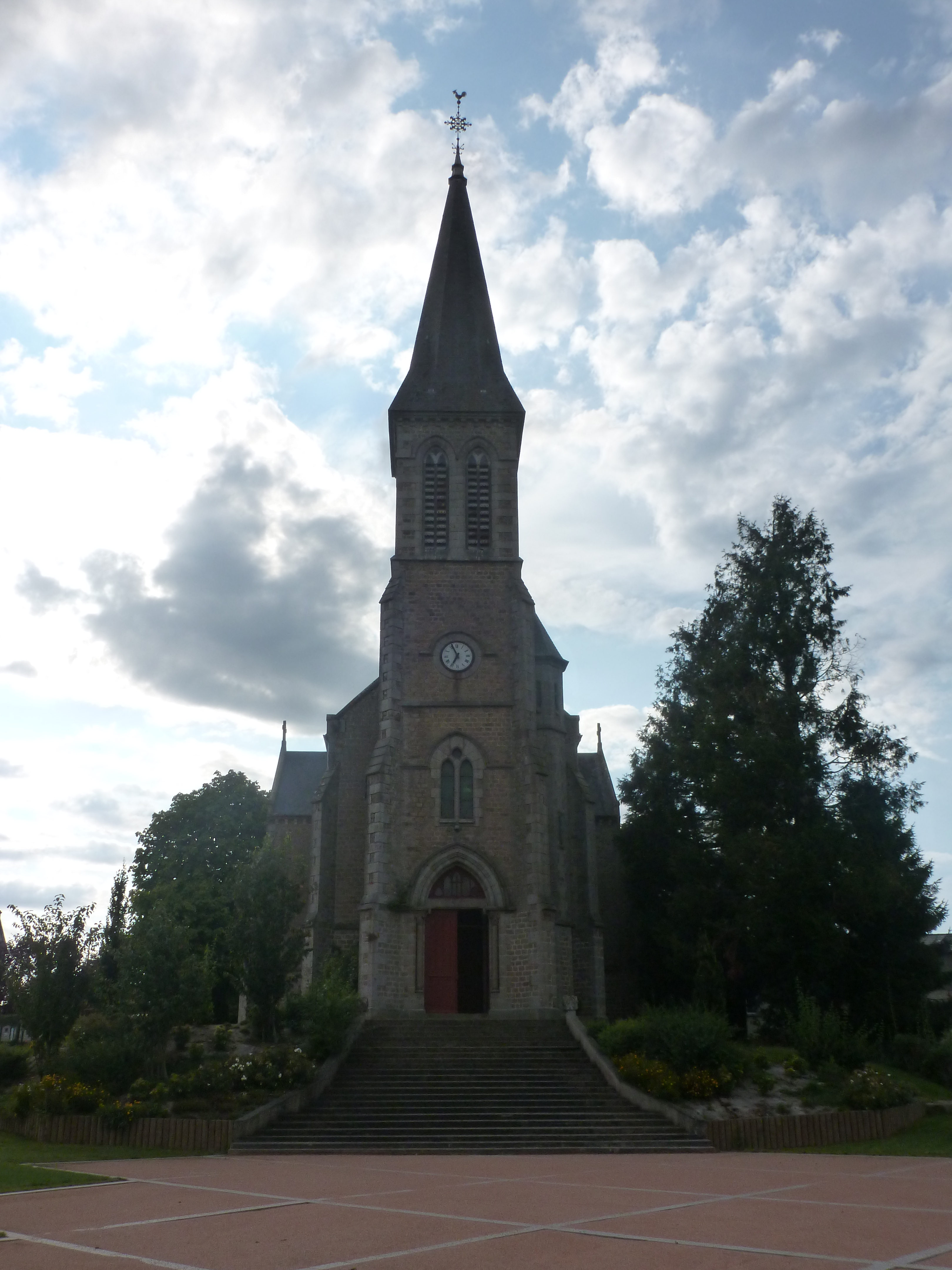
Kirche Notre-Dame-des-Armées

- Kirche Notre-Dame-des-Armées